# Sigla (linguistica)
La sigla è la lettera iniziale di una parola o l'insieme delle lettere iniziali delle parole che compongono una denominazione, utilizzata per comodità come abbreviazione, specialmente riferita a un'associazione, un'azienda o un ente.

## Classificazione e utilizzo
Le sigle sono generalmente delle sequenze di lettere che richiedono la compitazione lettera per lettera per poter essere pronunciate, come nel caso di ct ("ci-ti" = «commissario tecnico»), pm ("pi-emme" = «pubblico ministero»), sms ("esse-emme-esse" = «Short Message Service»). Altre sigle leggibili invece come una parola, ad es. Rai (= «Radio Audizioni Italiane»), rientrano anche nella categoria degli acronimi (ma non tutti gli acronimi sono sigle e non tutte le sigle sono acronimi).
In passato si usava scriverle con tutte le lettere in maiuscolo con un punto dopo ogni lettera (ad es., C.O.N.I., O.N.U.), ma oggi prevale l'uso senza punti in ogni caso (CONI, ONU), da cui si passa facilmente alla grafia con la sola prima lettera maiuscola per le sigle più usate (Coni, Onu) e talvolta addirittura a quella con tutte le lettere in minuscolo (laser, ufo).
Per estensione sono considerate sigle anche alcune abbreviazioni non limitate alla sola prima lettera, come le sigle delle province d'Italia e delle città metropolitane (Mi per Milano, Rm per Roma) e altre come Hi-Fi (da «High Fidelity») o Wi-Fi (calco interpretato come «Wireless Fidelity»).
Analoga anche etimologicamente al termine sigillo o segno, la sigla assume spesso le forme della firma, con l'apposizione delle iniziali del nome e cognome. In questo senso, la sigla è una firma abbreviata e infatti nella prassi giuridica indica la sottoscrizione di un documento che esprime l'approvazione del contenuto (da cui deriva il verbo "siglare").